# تیتانیوم نیترید
تیتانیوم نیترید (به انگلیسی: Titanium nitride) که گاهی tinite نیز خوانده می‌شود یک ماده سرامیکی با سختی فوق‌العاده بالاست که معمولاً به عنوان پوشش آلیاژهای تیتانیوم، فولاد، کاربید و اجزای آلومینیومی برای بهبود خواص سطح ماده زیرین مورد استفاده قرار می‌گیرد.
تیتانیوم نیترید به صورت یک پوشش نازک، برای سختکاری ابزارهای برشی، برای کاربردهای تزئیناتی (به دلیل ظاهر طلایی زیبای آن) و به عنوان یک پوشش غیر سمی برای ایمپلنت‌ها یا درون‌کاشت‌های پزشکی مورد استفاده قرار می‌گیرد. ضخامت این پوشش در اغلب موارد کمتر از ۵ میکرومتر است.

## خواص

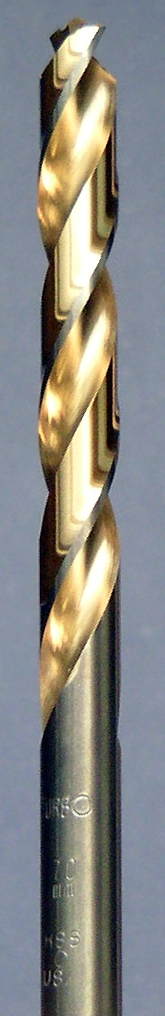
پوشش تیتانیوم نیترید بر روی یک مته سوراخکاری

عدد سختی ویکرز تیتانیوم نیترید در حدود ۱۸۰۰ تا ۲۱۰۰، مدول الاستیسیته آن ۲۵۱ گیگاپاسکال، ضریب انبساط گرمایی آن 9.35x10-6 k-1 و دمای تبدیل ابررسانای آن ۵٫۶ کلوین است.
تیتانیوم نیترید در دمای ۸۰۰ درجه سلسیوس در اتمسفر معمولی اکسید می‌شود. در دمای ۲۰ درجه سلسیوس به صورت شیمیایی پایدار است. این ماده در دماهای کرایوژنیک خاصیت ابررسانایی پیدا می‌کند و دمای بحرانی آن برای کریستال تکی برابر ۶ کلوین می‌باشد. با سرد کردن لایه نازکی از این ماده تا نزدیک صفر مطلق، مقاومت به‌طور ناگهانی با ضریب ۱۰۰۰۰۰ افزایش می‌باید که اینکار باعث تولید اولین ابرعایق شناخته شده گردید.

## کاربردها
یکی از کاربردهای شناخته‌شده تیتانیوم نیترید جهت پوشش‌دهی مته‌های دریل و تیغچه‌های فرزکاری برای حفظ لبه‌های تیز و جلوگیری از خوردگی است. این پوشش معمولاً باعث افزایش ۲ تا ۱۰ برابری عمر ابزار می‌شود.

## تولید

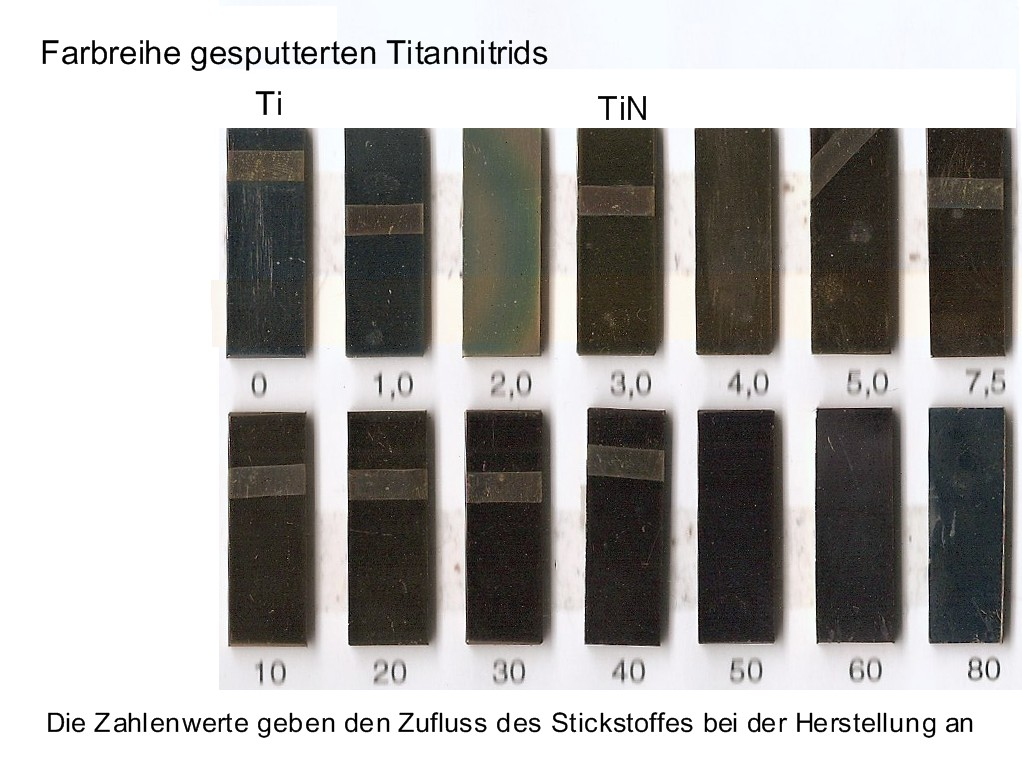
پوشش های قلع حاوی غلظت های مختلف نیتروژن

شناخته شده‌ترین روش اجرای پوشش تیتانیوم نیترید استفاده از فرایند انباشت بخار فیزیکی (PVD) و انباشت بخار شیمیایی (CVD) است. در هر دو روش تیتانیوم تصعید شده و در یک محیط خلاء و با انرژی بالا با نیتروژن واکنش داده می‌شود.
برای پوشش دهی TiN بر روی سطح نمونه‌ها بعد از آماده‌سازی و صیقلی نمودن سطح نمونه‌ها، آنها را درون محفظه دستگاه PACVD قرار می‌دهند. با اعمال خلاء درون محفظه گازهای اضافی از درون منبع حذف می‌شود. سپس گازهای نیتروژن، هیدروژن و آرگون با مقدار معین وارد محفظه شده و با اعمال اختلاف پتانسیلی در حدود ۶۰۰ ولت، بر روی سطح نمونه‌ها پلاسما تشکیل می‌شود. در این شرایط این گازها به صورت یونیزه درآمده و به سطح نمونه که کاتد می‌باشد برخورد می‌کنند. در اثر برخورد این ذرات با سطح نمونه، هم آلودگی‌های سطح نمونه‌ها با استفاده از روش کندو پاش از بین رفته و هم دمای نمونه افزایش می‌یابد تا نمونه به دمای مورد نظر برسد. بعد از رسیدن نمونه به دمای انجام واکنش به مدت یک ساعت همین گازها به درون محفظه وارد می‌شوند تا سطح نمونه در اثر برخورد یون‌های نیتروژن، نیتروژن‌دهی شود. با اتمام فرایند نیتروژن‌دهی مقدار گازهای نیتروژن و هیدروژن در ترکیب گاز کم شده و به جای آن گاز تیتانیوم تتراکلرید (TiCl4) که تأمین کننده تیتانیم مورد نیاز می‌باشد به درون محفظه وارد می‌شود. این گاز درون پلاسما یونیزه شده و با یون‌های نیتروژن درون محفظه واکنش می‌دهد و بر روی سطح نمونه رسوب می‌کند. با مجتمع شدن این ذرات سطح نمونه از ماده TiN پوشیده شده و لایه مورد نظر ایجاد می‌شود.